# جنگ ستارگان: جمهوری قدیم
جنگ ستارگان: جمهوری قدیم (به انگلیسی: Star Wars: The Old Republic) به اختصار TOR یا SWTOR یک بازی نقش‌آفرینی برخط چندنفره گسترده از مجموعه بازی‌های جنگ ستارگان: سلحشوران جمهوری قدیم است. این بازی توسط شرکت بایوور توسعه یافته و به‌وسیلهٔ شرکت الکترونیک آرتس و لوکاس‌آرتز برای مایکروسافت ویندوز در ۲۰ دسامبر ۲۰۱۱، در اروپا و آمریکای شمالی ارائه شده‌است.